# Can U Get Wit It
"Can U Get Wit It" là đĩa đơn đầu tiên từ album đầu tay của Usher mang tên Usher. Nó đã đạt vị trí 59 trên Billboard Hot 100 và 13 trên Hot R&B/Hip-Hop Songs, nhưng chỉ đạt đên #91 ở Anh. Đĩa đơn được sản xuất bởi DeVante Swing và đã phát hành tháng 8 năm 1994.

## Danh sách bài hát
US Vinyl, 12"
1. Can U Get Wit It [Extended Edit] 6:58
2. Can U Get Wit It [Album Version] 4:56
3. Can U Get Wit It [Instrumental - Album Version] 4:58
4. Can U Get Wit It [TV Track] 5:00

UK Vinyl, 12", Promo
1. "Can U Get Wit It" [Radio Edit] 4:15
2. "Can U Get Wit It" [Alternate Radio Edit] 4:14
3. "Can U Get Wit It" [Gangsta Lean Edit] 5:49
4. "Can U Get Wit It" [Extended Edit] 6:58

## Xếp hạng
| Bảng xếp hạng (1993)                 | Vị trí cao nhất |
| ------------------------------------ | --------------- |
| UK Singles Chart                     | 91              |
| U.S. Billboard Hot R&B/Hip-Hop Songs | 13              |
| U.S. Billboard Hot 100               | 59              |